# Maurice (Louisiane)
Pour les articles homonymes, voir Maurice.
Maurice est un village de la paroisse de Vermilion dans l'État américain de Louisiane. Sa population est de 1 505 habitants (estimation 2018).

## Histoire
Le village s'appelait à l'origine « Mauriceville », du nom de son fondateur, Maurice Villien, un commerçant originaire de Savoie qui émigra en Louisiane en 1855. Son épouse possédait des terres dans la région qui deviendra Maurice. Ils s'y établirent et ouvrirent une épicerie. Le 29 mai 1889, Villien fit don à la paroisse des dix acres sur lesquels l'église et la cure furent construites. Le village fut incorporé le 27 décembre 1911 et Joseph Villen, le fils de Maurice, en fut élu maire, poste qu'il conserva jusqu'en 1928.
Les habitants nommaient la première église du village « La Chapelle à Maurice ». L'office du dimanche était alors dit dans la petite école construite sur la propriété Villien jusqu'à ce que l'église Saint-Alphonse soit achevée en janvier 1893. La Broussard Cove School fut la première école, construite en 1885 sur un terrain offert par Joseph Clark. Elle fut déplacée en juillet 1899 à Maurice sur un terrain mis à disposition par Maurice Villien. Elle se trouvait à l'intersection de Maurice Avenue et de l'Indian Bayou Road jusqu'à sa destruction par un incendie en 1914.

## Géographie
Maurice est situé au centre de l'Acadiane dans le sud de l'État (à 30° 06′ 26″ N, 92° 07′ 26″ O). Selon le Bureau du recensement des États-Unis, le village a une superficie totale de 5,3 km2. Le village est situé près de la rivière Vermilion.

## Patrimoine
Le village abrite le mythique Dockside studio, où de nombreux artistes ont enregistré : C.J. Chenier, B. B. King, Dr. John, Taj Mahal, Buckwheat Zydeco, Wayne Toups, Lucky Peterson, Leon Russell, Cyril Neville, Allen Toussaint, Steve Berlin, Jim Keltner, Lost Bayou Ramblers, Charlélie Couture,,

## Divers
Le village est souvent considéré comme le lieu d'origine du turducken, un plat du sud des États-Unis composé de plusieurs volailles.

## Personnalités liées à la ville
Le jockey Kent Desormeaux (en) est né en 1970 à Maurice.